# Ian Carr
Ian Henry Randell Carr (* 21. April 1933 in Dumfries, Schottland; † 25. Februar 2009 in London) war ein britischer Jazztrompeter und Flügelhornist, der vor allem als Leader der Fusion-Band Nucleus international bekannt wurde. Seit 1982 war er außerordentlicher Professor für Jazz an der Guildhall School of Music and Drama.

## Leben und Wirken
Carr erhielt als Kind Klavier- und Trompetenunterricht, bevor er von 1952 bis 1956 Literatur in Newcastle upon Tyne studierte; 1954 gewann er mit der Collegeband einen Preis beim jährlichen Jazzwettbewerb in Liverpool. Nach seinem Militärdienst trampte er zwei Jahre durch Europa, jobbte als Sprachlehrer und versuchte sich als Romanautor. Ab Ende 1959 gehörte Carr zunächst wie John McLaughlin zur EmCee 5, der Band seines Bruders, des Vibraphonisten und Pianisten Mike Carr. 1962 zog er nach London, wo er zunächst bei Harold McNair spielte, von 1963 bis 1969 im Ian Carr-Don Rendell Quintett und mit dem New Jazz Orchestra. Anschließend arbeitete er kurz mit John Stevens, Trevor Watts, aber auch mit Mike Westbrook und mit Eric Burdon zusammen sowie mit Keith Tippett bei dessen  Mammutprojekt Septober Energy. 

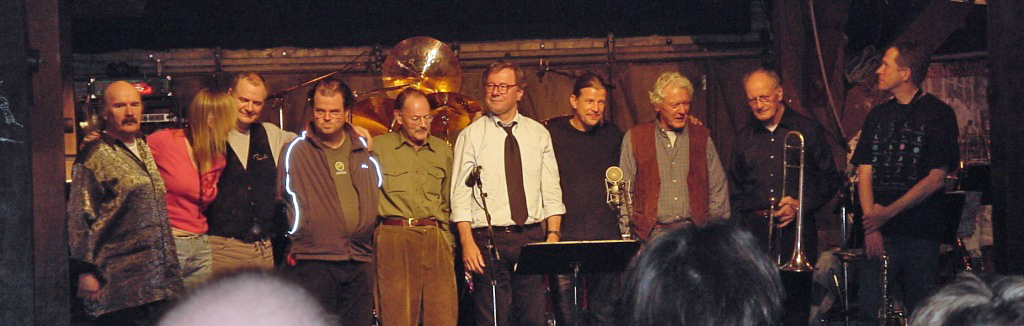
Carr mit dem United Jazz + Rock Ensemble (2002)

In Mitteleuropa bekannt wurde er zunächst durch seine 1969 gegründete Band Nucleus, die als ein Pionier des Jazzrocks gilt, 1970 den ersten Preis auf dem Montreux Jazz Festival gewann, bis Mitte der 1980er Jahre bestand und weltweit tourte. Dort spielte er teilweise auch Keyboards. Seit 1975 war Carr auch festes Mitglied im United Jazz and Rock Ensemble. Er war 1987 auch als Solist der NDR Bigband tätig und zwischen 1989 und 1993 mehrfach auf Tourneen mit dem Ensemble von George Russell. Als Studiomusiker arbeitete er mit Nico, No-Man und Faultline. Mit John Taylor an der Kirchenorgel nahm er in der Southwark Cathedral 1993 eine Duoplatte auf.
Carr war außerdem Jazzkritiker für das BBC Music Magazine und Autor von Büchern über Keith Jarrett und Miles Davis, die zu den Klassikern der Jazzbiographien zählen, und Mitverfasser des Rough Guide Jazz. Mit Regisseur Mike Dibb schuf er die Fernsehfilme The Miles Davis Story (Emmy Award) und Keith Jarrett: the Art of Improvisation.
Er galt als eine der wesentlichen Triebkräfte der britischen Jazzszene. Auf der Trompete war Carr stark durch den „mittleren“ (modalen) Miles Davis beeinflusst. Er war Mitglied der Royal Society of Music und wurde 1982 mit dem italienischen „Calabria Award“ ausgezeichnet. Für sein Lebenswerk wurde er 2006 vom britischen Parlament („Parliamentary Jazz Awards“) ebenso wie von der BBC („BBC Jazz Awards“) geehrt.
Während seiner letzten Lebensjahre litt er an Alzheimer und lebte meist in Pflegeheimen. Er starb im Beisein seiner Tochter Selina und seines Freundes und Trompeterkollegen Kenny Wheeler.

## Diskografie (Auswahl)
- 1971: Greek Variations & Other Aegean Exercises (mit Neil Ardley & Don Rendell)
- 1974: Will Power (with Neil Ardley, Michael Gibbs, and Stan Tracey)
- 1980: Collana Jazz 80" (mit the Algemona Quartetto)
- 1989: Old Heartland
- 1991: Virtual Realities (Zyklus, with Warren Greveson, Neil Ardley und John L. Walters)
- 1993: Sounds and Sweet Airs (That Give Delight and Hurt Not) (mit John Taylor)

## Schriften
- Keith Jarrett: The Man and his Music. Paladin, London 1992. ISBN 0-586-09219-6.
- Miles Davis – Eine kritische Biographie. LIT Verlag, 1982. ISBN 3-906700-02-X.
- Miles Davis: The Definitive Biography. HarperCollins, 1999. ISBN 0-00-653026-5.
- Music Outside: Contemporary Jazz in Britain Northway Publications, 2007. ISBN 978-0-9550908-6-8 (1. Auflage 1973).
- Rough Guide Jazz. Metzler Verlag, Stuttgart 1999, ISBN 3-476-01584-X', zus. mit Digby Fairweather, Brian Priestley.

### Lexigraphische Einträge
- Martin Kunzler: Jazz-Lexikon. Band 1: A–L (= rororo-Sachbuch. Bd. 16512). 2. Auflage. Rowohlt, Reinbek bei Hamburg 2004, ISBN 3-499-16512-0.
- Ian Carr, Digby Fairweather, Brian Priestley: Rough Guide Jazz. Der ultimative Führer zur Jazzmusik. 1700 Künstler und Bands von den Anfängen bis heute. Metzler, Stuttgart/Weimar 1999, ISBN 3-476-01584-X.